# Borbonese (azienda)
Borbonese è una delle più antiche case di moda italiane, fondata nel 1910 a Torino da Lucia Lorenzoni Ginestrone.

## Storia

### Gli inizi
L'azienda viene avviata quando Lucia Lorenzoni Ginestrone, una modista della città, prende in gestione in via Bogino una bottega di gioielli e accessori realizzando e vendendo le proprie produzioni alle sartorie più famose di Torino.
Negli anni cinquanta il figlio Umberto Ginestrone e il socio Edoardo Calcagno affiancano la fondatrice nella gestione della boutique a cui viene dato il nome di Borbonese. L'estro creativo di Umberto ha come effetto l'ampliamento del raggio d'azione della nascente griffe. Il contatto con il panorama degli artisti emergenti dell'epoca influenza la direzione creativa e sono così introdotti e utilizzati nuovi materiali e forme innovative per il gusto in voga in quegli anni. Questo periodo positivo fa sì che, a partire dal decennio successivo, alcune tra le maison di moda operanti a livello nazionale ed internazionale (Fendi, Valentino, Yves Saint Laurent) affidino a Borbonese la creazione di numerosi accessori a complemento delle loro collezioni.

Disegno originale di Giacomo Balla

La borsa realizzata da Borbonese

Negli anni settanta, grazie al sodalizio tra Borbonese e la capacità artigianale dei fratelli Dario e Nino Rossi, titolari dell'azienda Redwall di Pianoro (BO), inizia una solida collaborazione che consolida le radici di Borbonese proiettandolo nel futuro del panorama del made in Italy. Risale proprio a questi anni la nascita della texture "O.P." (Occhio di Pernice) – un particolare trattamento della pelle di agnello che ne mette in risalto la trama, il tessuto, restituendo un effetto micro-maculato - che diventerà il simbolo della maison. Con la nascita dell'O.P. (prodotto inizialmente dalla spagnola Colomer che aveva tentato senza successo di proporlo a Christian Dior) sono realizzate anche le prime borse destrutturate, più leggere rispetto agli standard del periodo, una e vera propria innovazione nel panorama degli accessori. Sempre a questi anni risale la nascita di uno degli storici modelli di borsa ossia la "Luna bag", realizzata per commemorare il primo sbarco dell'uomo sulla luna. A seguire la "Sexy", la "Mambo" e la "Tango", altre borse icona di Borbonese. In ambito comunicazione l'azienda è tra le prime ad apporre il proprio logo su tiralampo, piastrina a lingotto, che diventano insieme alla vite segni riconoscitivi del marchio.
Negli anni ottanta Borbonese inaugura la prima linea di prêt-à-porter durante la Settimana della moda di Milano e dedica una borsa all'attrice italiana Monica Vitti. Contemporaneamente, grazie all'intervento dell'allora presidente della Repubblica Sandro Pertini, Umberto Ginestrone acquisisce nel cognome il nome "Borbonese", potendosi così firmare Umberto Borbonese Ginestrone.

### Da Redwall agli Arpels

O.P. - Occhio di Pernice

Luna bag Borbonese

Nel 1992 Redwall rileva Borbonese, ampliando l'attività alla biancheria per la casa, alle ceramiche e piastrelle, all'arredamento, ai profumi e occhiali da sole. Nel 2000 un consorzio di investitori, di cui capofila è la famiglia franco-americana Arpels, rileva quasi il 50% del gruppo Redwall con il brand Borbonese. Nel 2001 entra in azienda come direttore creativo una giovane promessa della moda italiana, Alessandro dell'Acqua, nel 2002 è aperta la prima boutique monomarca in via della Spiga a Milano, quello stesso anno la famiglia Arpels rileva anche l'altro 50% del gruppo Redwall (in mano per il 25% alla famiglia Rossi e l'altro 25% ad Alberto Vacchi) con il programma di espandere anche all'estero il marchio Borbonese.
Nel 2005 gli Arpels vendono il gruppo: la maggioranza ad un consorzio di investitori che fa capo alla banca Rothschild, il 49% alla famiglia di Francesca Mambrini, architetto e stilista con un proprio marchio di calzature. Cambia anche il nome della società: da Redwall a Borbonese.
Nel 2007 proseguono le importanti collaborazioni nel mondo dell'arte. Borbonese è lo sponsor principale della mostra dell'artista Fernando Botero al Palazzo Reale di Milano. Il contatto con il mondo delle arti figurative, che sin dagli esordi accompagna la storia del marchio, si manifesta anche in occasione dell'apertura della mostra "Futurismi Futuristi" del dicembre 2009 a Torino. In tale occasione Borbonese dà in prestito all'esposizione la borsa realizzata nel 1986 dal marchio su disegno originale di Giacomo Balla - uno dei massimi esponenti del movimento futurista in Italia - e ancora oggi presente nell'archivio Borbonese. Da sempre molto rilevanti i contributi in ambito fotografico nella realizzazione delle campagne pubblicitarie, tra i più importanti: Helmut Newton, Giampaolo Barbieri e Satoshi Saikusa.
Nel 2009 Yossi Cohen diventa direttore creativo. Nel 2010, anno in cui il marchio Borbonese celebra il centenario dalla nascita, il brand collabora con la fondazione Roy Lichtenstein per dar vita ad un progetto in occasione della mostra alla Triennale di Milano: nasce la collezione a tiratura limitata delle "Art Bag": dodici borse che riproducono dettagli o opere dell'artista pop. Nel corso dello stesso anno nasce la "Borbonese 1910", una collezione di borse-icone creata per celebrare il centenario, disegnata dal designer milanese Gabriele Colangelo che assume anche la direzione creativa della linea haute de gamme: non solo borse e calzature ma anche abbigliamento, esaltando e rinnovando i punti cardine della maison, come la stampa OP.
Nel 2013 Borbonese sceglie di diventare main sponsor della Pinacoteca Giovanni e Marella Agnelli per la mostra "Una passione per Jean Prouvé" al Lingotto di Torino. Nello stesso anno Francesca Mambrini, a cui fa capo già dal 2006 la proprietà dell'azienda, assume l'incarico di direttore creativo e nascono borse iconiche di successo come la "London bag" e la "Lady Butterfly". Nel 2014 viene inaugurata la nuova sede operativa a Ozzano dell'Emilia (Bologna) con 120 dipendenti e parte lo sviluppo e la distribuzione del marchio in Giappone. In occasione del Design Week di Milano, Borbonese presenta le collezioni dedicate alla casa. 
Nel 2016, dopo una decina d'anni di turbolenze, la società chiude in utile con ricavi e le borse rappresentano il 75% del fatturato. La società possiede 26 boutique tra Italia ed estero.

### From Heritage to Future
Nel 2018 l’azienda intraprende un importante processo di rinnovamento partendo dalle sue origini.
Entra in azienda come CEO, Alessandro Pescara, ingegnere nato a Torino con esperienza in turnover aziendali, che si focalizza nello sviluppare nuove strategie chiave per il brand tra cui una profonda trasformazione digitale dell’azienda e un approccio più globale nella programmazione a livello commerciale, sia retail che wholesale, e nello sviluppo prodotto.
Nel 2019 Borbonese celebra il rilancio di 1910 Borbonese con una rilettura in chiave moderna dei codici del brand attraverso la visione di due nuovi direttori creativi: Dorian Tarantini e Matteo Mena. I nuovi creativi non sono solo designers ma personaggi eclettici con esperienze varie in diversi settori, dall’arte alla musica e generano nuove forme di espressione del brand che possono parlare ad una clientela più ampia e giovane.
Viene intrapreso inoltre un concreto sviluppo sostenibile dell’azienda con una serie di cambiamenti sia nella gestione aziendale che nello sviluppo del prodotto che porteranno nel 2022 alla redazione del primo bilancio sostenibile di Borbonese.
Grazie a questi decisivi cambiamenti, Borbonese riesce ad aprirsi maggiormente al mercato internazionale crescendo in particolare in Germania, Giappone, Cina, Russia e US.
Borbonese oggi, con il suo immaginario di Italian Nonchalance richiama lo stile della storica borghesia italiana contestualizzato in una nuova era fatta di maggiore attenzione all’ impegno sostenibile e all’ inclusività al di sopra di ogni generazione.

### Il progetto di sostenibilità
Il futuro, secondo la visione del brand Borbonese, deve essere sostenibile al 100% con investimenti continui sui materiali utilizzati e packaging.
Seguendo questa direttiva, dal 2019 tutte le collezioni di borse hanno dettagli esclusivi e utili all’ambiente, definendo un nuovo concetto di economia circolare. Ad esempio, nell’ottica di una filiera sostenibile, il tessuto stampato utilizzato per le iconiche Luna Bag è ottenuto da materiali di scarto certificati Eco Free Time Textiles.
Questo materiale viene ricreato con l’utilizzo di bottiglie di plastica e reti da pesca abbandonate in mare al largo delle coste del Mediterraneo: un progetto Global Recycled Standard utile per trovare nuove soluzioni di basso impatto energetico sul pianeta. 
Nel 2022 Borbonese pubblica il suo primo bilancio di sostenibilità.
Nel 2023, Borbonese raggiunge un importante obbiettivo in tema di sostenibilità ottenendo il riconoscimento ufficiale della conformità rispetto a 5 fondamentali standard, da parte dell’ente Bureau Veritas in accordo ai riferimenti normativi UNI EN ISO 9001:2015 (Sistemi di gestione per la qualità), UNI EN ISO14001:2015 (Sistemi di Gestione Ambientale), UNI ISO 45001:2018 (Sistemi di gestione per la salute e sicurezza sul lavoro). In merito alla Prassi di Riferimento UNI PdR 125:2022, consegue inoltre la certificazione che si riferisce alle linee guida sul sistema di gestione per la parità di genere, consentendo di misurare gli stati di avanzamento e i risultati attraverso la definizione di specifici KPI inerenti alle politiche attuate nelle organizzazioni aziendali. Borbonese ottiene anche la UNI ISO 30415:2021 – Human Resources Management - Diversity and Inclusion, un modello che consente alle organizzazioni di iniziare un processo di miglioramento continuo delle capacità inclusive e di valorizzazione delle diversità.